# Гламбока (Сибињ)
Гламбока (Сибињ) (rum. Glamboaca) је насеље у округу Сибињ, у Румунији.

## Историја
Према државном шематизму православног клира Угарске 1846. године место "Глимбока" је имало 159 породица, којима су придодате филијалне - 31 из Холцмана. Православни пароси су тада били, поп Јован Филимон и поп Јован Радовић.